# Carnisme

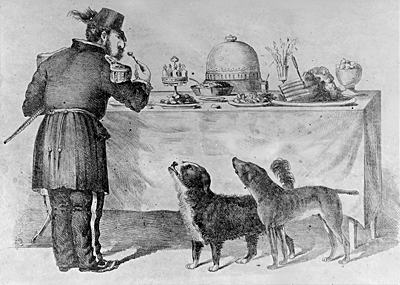
Joshua Norton mangeant de la viande alors que ses deux chiens quémandent des restes (San Francisco dans les années 1860).

Le carnisme est un concept utilisé dans les discussions sur les relations entre l'humanité et les animaux, défini comme une idéologie dominante justifiant la consommation de viande. Le terme a été inventé par la psychologue sociale et écrivaine Melanie Joy au début du XXIe siècle, qui le présente comme un système de croyance soutenant la consommation de viande, sans jamais la contester. Elle le qualifie d'idéologie, dominante dans une société où la consommation de viande serait la norme, mais également invisible.
Auparavant ce mot a été utilisé pour désigner la consommation ou l'abus de nourritures carnées.
Les contours précis de ce néologisme de sens et le caractère invisible du carnisme ne font pas consensus, y compris au sein des milieux véganes. 

## Définitions
Jusqu'au début du XXIe siècle, le terme « carnisme » (en anglais carnism) désignait parfois le fait de consommer de la viande, éventuellement de façon excessive. Il a été redéfini en 2001 par la psychologue sociale Melanie Joy. Celle-ci lui donne alors le sens nouveau d'une idéologie qui justifie la consommation de viande par les humains.
Selon Joy, c'est parce que le carnisme est une idéologie dominante qu'il est resté anonyme et invisible ; de ce fait, manger de la viande est perçu comme normal, naturel et nécessaire, et non comme un acte facultatif. Pour Joy, au contraire, manger de la viande est un choix soutenu par des croyances explicites ou tacites,,. 

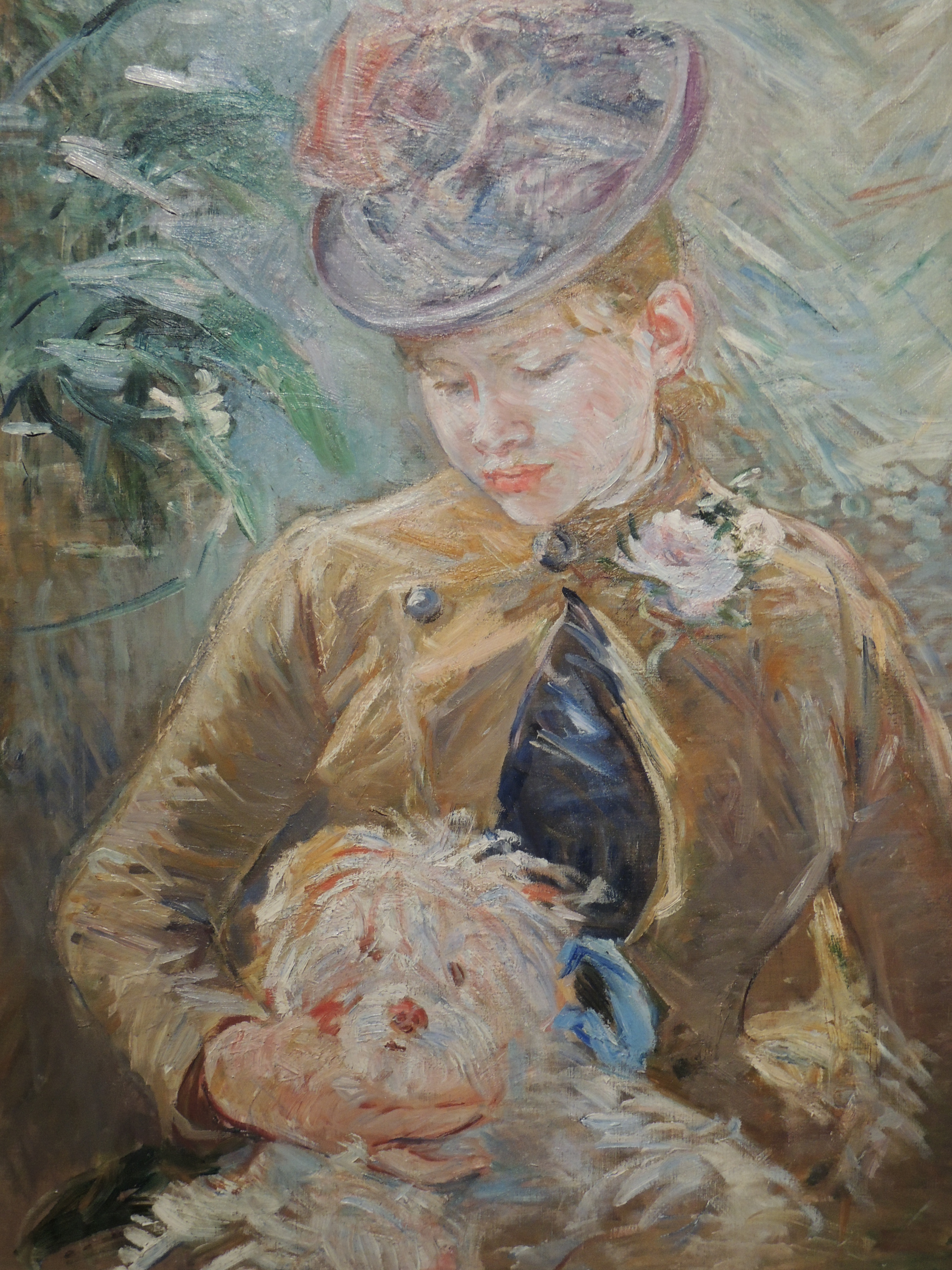
Berthe Morisot, Jeune Fille au chien, huile sur toile.

Elle soutient qu'à cause de la violence inhérente au carnisme, cette idéologie recourt à un ensemble de mécanismes de défense sociaux et psychologiques qui déforment les perceptions des humains et bloquent la sensibilité et l'empathie dont ils font preuve à l'égard d'autres espèces,,,. Selon Joy, les consommateurs de viande rejettent par exemple souvent l'idée que les animaux, notamment d'élevage, sont des êtres pensants.
Elle observe également que dans de nombreuses cultures, les humains consomment un petit nombre d'espèces animales, et considèrent les autres espèces comme dégoûtantes. Bien que le type d'animal consommé puisse changer d'une culture à l'autre, elle estime que le système de croyances lui-même ne change pas. Elle soutient par ailleurs que le choix des espèces qu'une culture considère comestibles n'est pas basé sur la logique ou l'économie, mais simplement sur le conditionnement.
Joy dénonce ensuite une nouvelle forme de carnisme, qu'elle appelle « néocarnisme » et qui promeut les productions locales, les labels et le bien-être animal (élevage « traditionnel » à petite échelle). Il serait une réponse aux critiques formulées par les milieux végétaliens et végans et chercherait à justifier la consommation de produits animaux par de nouveaux arguments comme le respect de l'environnement (locavorisme), la qualité de la production et le bien-être animal, alors que, selon elle, cet élevage implique « lui aussi la castration à vif, l'enfermement dans des clapiers, la séparation des mères et des petits, le gavage ou les égorgements,. »
Dans son essai Le Végétarisme et ses ennemis, Renan Larue propose une définition du carnisme qui diffère un peu de celle de Melanie Joy, notamment en ce qui a trait à son invisibilité. Pour Larue, le carnisme est « un ensemble de discours officiels visant à justifier moralement et même à encourager la consommation de produits d'origine animale, au nom de principes religieux, philosophiques, médicaux ou écologiques,. »

## Origines et débat
Le terme « carnisme » est un néologisme de sens, mais l'idée n'est pas tout à fait nouvelle, puisqu'au Ier siècle av. J.-C. Plutarque tentait déjà de modifier la perception du végétarisme dans son Sur l'usage des viandes et se demandait non pas pourquoi certains refusent de manger de la chair animale mais plutôt pourquoi autant de personnes le font.
L'idée refait surface à l'époque contemporaine, alors que des associations de diététiciens, par exemple l'Académie de nutrition et de diététique aux États-Unis, estiment que l'alimentation végétarienne est parfaitement saine et viable. Dans ce contexte, plusieurs auteurs en éthique animale s'interrogent à nouveau sur les raisons qui poussent à consommer de la viande. Dans la préface de l'ouvrage La Libération animale en 1975, Peter Singer note l'importance des habitudes alimentaires, de pensée et de langage qui constituent selon lui le dernier obstacle auquel fait face le mouvement pour la libération animale. Singer est connu pour avoir popularisé le terme spécisme qui désigne la discrimination fondée sur le critère de l'espèce. Le spécisme conduit à accorder moins d'importance aux intérêts des animaux qu'à ceux des humains. Le spécisme est plus large que le carnisme : par exemple, quelqu'un peut être végane mais considérer que la vie d'un cheval vaut plus que celle d'une vache ; cette personne ne serait pas carniste mais serait spéciste.
Selon Joy, le carnisme est une « sous-idéologie du spécisme, tout comme l'antisémitisme, par exemple, est une sous-idéologie du racisme ; c'est une expression spécifique d'une idéologie plus large. Le spécisme est l'éthos, ou l'arrière-plan culturel, qui rend le carnisme possible. »
D'autres auteurs considèrent que le carnisme est un concept psychologique descriptif (le carnisme est une idéologie qui modifie la façon dont les gens perçoivent la nourriture et les animaux), tandis que le spécisme serait un concept philosophique normatif.
Joy soutient que le terme « carniste » n'est pas péjoratif mais[pertinence contestée] descriptif, tout comme les termes « bouddhiste », « capitaliste » ou « socialiste », qui décrivent une personne qui agit conformément à un système de croyances particulier. La redéfinition du terme « carnisme » pour désigner le système de pensée dominant et le présenter comme une idéologie procède toutefois d'une volonté de présenter celle-ci comme n'allant pas de soi, conformément à la stratégie de redéfinition du langage préconisée par Peter Singer.
Un des leaders du mouvement abolitionniste, Gary Francione, critique l'idée que le carnisme serait invisible. Pour lui, l'argument ne sert qu'à déculpabiliser les auteurs de pratiques qu'il considère immorales.
Le carnisme ne fait pas consensus parmi les chercheurs en philosophie. D'après un sondage effectué en 2020 auprès de philosophes du monde occidental : 
- 48,0 % des personnes interrogées soutiennent ou penchent vers le carnisme (1 764 répondants) ;
- 39,2 % parmi les spécialistes en éthique normative (357 répondants) ;
- 36,4 % parmi les spécialistes en éthique appliquée (225 répondants).

#### Melanie Joy
- Pourquoi aimer les chiens, manger les cochons et se vêtir de vaches, Éditions L'Âge d'Homme, coll. « V », 2016 - préface de Matthieu Ricard et Martin Gibert  (ISBN 9782825145951) Traduction française de Why we love dogs, eat pigs, and wear cows: An introduction to carnism, San Francisco: Conari Press, 2009.
- « Aimer ou manger ? Introduction au carnisme – Chapitre 1 », Cahiers antispécistes n° 33, 2010
- « Melanie Joy - Carnisme », résumé de 4 chapitres de Why We Love Dogs, Eat Pigs and Wear Cows, Cahiers antispécistes n° 33, résumé par Estiva Reus, 2010
- « Comprendre l'idéologie carniste pour communiquer plus efficacement avec les mangeurs de viande » 2010
- « Néo-carnisme : comprendre la "viande heureuse", le locavorisme, le régime paléo, et y répondre », 2011
- « Le Carnisme », 2008
- (en) « Humanistic psychology and animal rights: Reconsidering the boundaries of the humanistic ethic », Journal of Humanistic Psychology, 45(1), 106-130, 2005
- (en) « Toward a non-speciesist psychoethic », Society and Animals, 10(4), 457-458, 2002
- (en) « Toward a universal consciousness », Satya, 8(3), 14, 2001
- (en) « The commodification of life: Nonhuman animals and the FTAA », Satya, 8(1), 36, 2001
- (en) « From carnivore to carnist: Liberating the language of meat », Satya, 8(2), 26-27, 2001
- (en) avec M. Pilisuk, « Humanistic psychology and ecology », in K. J. Schneider, J. T. Bugental, & J. F. Pierson (Eds.), The handbook of humanistic psychology: Leading edges in theory, research and practice (pp. 101-114). Thousand Oaks, CA: Sage, 2000

#### Autres
- Thomas Lepeltier, L’Imposture intellectuelle des carnivores, Max Milo, 2017
- R. Larue, Le Végétarisme et ses ennemis : Vingt-cinq siècles de débats, Paris, PUF, 2015
- Martin Gibert, Voir son steak comme un animal mort, Lux editions, 2015 première pages
- (en) M. Gibert & E. Desaulniers, Carnism in Thompson P., Kaplan D. (Ed.) Encyclopedia of Food and Agricultural Ethics, SpringerReference, 2014
- (en) V. K. Kook, & R. Agrawal, « The psychology of nonkilling », Toward a Nonkilling Paradigm, Ed. Joám Evans Pim. (pp. 349–367), 2009
- (en) M. Kheel, Nature Ethics: An Ecofeminist Perspective. New York: Rowman & Littlefield, 2007
- (it) P. E. Cicerone, L'Alternative Nel Piatto, Mente & Cervello, 19(4), 44-49, 2006
- (en) K. & M. Iacobbo, Vegetarians and Vegans in America Today. Westport, CT: Greenwood Press, 2006